# Colidotea wallersteini
Colidotea wallersteini är en kräftdjursart som beskrevs av Brusca 1983. Colidotea wallersteini ingår i släktet Colidotea och familjen tånglöss. Inga underarter finns listade i Catalogue of Life.